# Live and Learn (Brazen Abbot)
Live and Learn è l'album di debutto della hard rock band Brazen Abbot, uscito nel 1995.
ll disco vede in formazione due ex-componenti degli Europe: Mic Michaeli e Ian Haugland e la partecipazione del celebre Glenn Hughes alla voce su tre brani.

## Tracce
1. Extraordinary Child
2. No Way Out Of Nowhere
3. Live and Learn
4. Russian Roulette
5. Clean up Man
6. When November Reigns
7. Miracle
8. Big Time Blues
9. Feeling Like A Rolling Stones
10. Children Of Today
11. Shadows Of The Moon

## Formazione
Gruppo
- Nikolo Kocev - chitarre, violino, piano, tastiere, percussioni
- Ian Haugland - batteria
- Mic Michaeli - organo
- Svante Henryson - basso

Voci
- Glenn Hughes - tracce (3, 5, 7)
- Goran Eldman -  tracce (1, 9)
- Thomas Vikstrom-  tracce (2, 4, 6, 8, 10, 11)